# 서울미양초등학교
서울미양초등학교는 대한민국 서울특별시 강북구에 있는 공립 초등학교이다.

## 학교 연혁
- 1971년 1월 5일: 서울미양국민학교 설립인가
- 1996년 3월 1일: 서울미양초등학교로 교명 개칭

## 참고 자료
- 서울미양초등학교 - 한국교육학술정보원 학교알리미